# Port Royal (альбом)
Port Royal  (с англ. — «Порт-Ройал») — четвёртый студийный альбом немецкой метал-группы Running Wild, выпущенный западногерманским лейблом Noise Records 26 сентября 1988 года.

## История
Музыканты группы принимаются разрабатывать избранный годом ранее имидж «пиратского метала». В качестве названия альбома взято имя флибустьерской столицы Порт-Ройал. Пиратской и в целом морской тематике посвящено 3 песни (не считая вступления).
В самый разгар работы над альбомом в августе 1988 года группу покидает барабанщик Штефан Шварцманн, получивший приглашение от Удо Диркшнайдера присоединиться к его сольному коллективу U.D.O.. К тому времени уже записаны партии ударных и готов групповой стилизованный портрет для обложки (автор — Штефан Крюгер). Переделывать его не стали, но зато место среди индивидуальных фотографий на задней стороне обложки получил срочно приглашённый на замену Шварцманну Иэн Финли, который никакого участия в создании этого альбома принять не успел. Пластинку ждёт успех — продано свыше 50 тысяч экземпляров.
28 сентября в западноберлинском клубе «Латинский квартал» снят видеоклип на песню «Conquistadores», ставший первым официальным клипом группы.

## Список композиций
| №  | Песня                                                                                     | Авторы музыки             | Авторы текста                               | Время |
| -- | ----------------------------------------------------------------------------------------- | ------------------------- | ------------------------------------------- | ----- |
| 1  | Intro («Интро»)                                                                           |                           | Рольф Каспарек, Йенс Беккер, Майк Моти      | 0:50  |
| 2  | Port Royal («Порт Ройял»)                                                                 | Рольф Каспарек            | Рольф Каспарек                              | 4:12  |
| 3  | Raging Fire («Яростный огонь»)                                                            | Рольф Каспарек            | Рольф Каспарек, Штефан Шварцманн, Майк Моти | 3:28  |
| 4  | Into the Arena («На арену»)                                                               | Майк Моти                 | Майк Моти                                   | 3:59  |
| 5  | Uaschitschun («Уашитчун», на одном из индейских наречий — «Бледнолицый», «Белый человек») | Рольф Каспарек            | Рольф Каспарек                              | 4:53  |
| 6  | Final Gates («Последние врата»)                                                           | Йенс Беккер               |                                             | 3:00  |
| 7  | Conquistadores («Конкистадоры»)                                                           | Рольф Каспарек            | Рольф Каспарек                              | 4:50  |
| 8  | Blown to Kingdom Come («Унесённый в мир иной»)                                            | Майк Моти                 | Майк Моти                                   | 3:19  |
| 9  | Warchild («Дитя войны»)                                                                   | Рольф Каспарек            | Рольф Каспарек, Штефан Шварцманн            | 3:01  |
| 10 | Mutiny («Мятеж»)                                                                          | Рольф Каспарек            | Рольф Каспарек, Штефан Шварцманн            | 4:28  |
| 11 | Calico Jack («Ситцевый Джек»)                                                             | Рольф Каспарек, Майк Моти | Рольф Каспарек, Штефан Шварцманн, Майк Моти | 8:15  |

## Участники записи
- Рольф Каспарек — гитара, вокал
- Майк Моти — соло-гитара
- Йенс Беккер — бас-гитара
- Штефан Шварцманн — ударные